# Ixhuatlancillo
Ixhuatlancillo es una localidad del estado mexicano de Veracruz. Es cabecera del municipio de Ixhuatlancillo.

## Demografía
| Censo | Población |
| ----- | --------- |
| 1900  | 1903      |
| 1910  | 1822      |
| 1921  | 2175      |
| 1930  | 2498      |
| 1940  | 2900      |
| 1950  | 3289      |
| 1960  | 2425      |
| 1970  | 2496      |
| 1980  | 2400      |
| 1990  | 3484      |
| 1995  | 4425      |
| 2000  | 4581      |
| 2005  | 4847      |
| 2010  | 4975      |
| 2020  | 5182      |